# Agabus uliginosus
Agabus uliginosus là một loài bọ cánh cứng bản địa của miền Cổ bắc, bao gồm châu Âu, nơi nó chỉ được tìm thấy ở Áo, Belarus, Bỉ, Quần đảo Anh, Croatia, Cộng hòa Séc, Đan Mạch lục địa, Estonia, Phần Lan, Chính quốc Pháp, Đức, Hungary, Iceland, Chính quốc Ý, Kaliningrad, Latvia, Litva, Luxembourg, Na Uy lục địa, Ba Lan, România, Nga, Slovakia, Slovenia, Thụy Điển, Thụy Sĩ, Hà Lan, Ukraina và Nam Tư.

## Hình ảnh

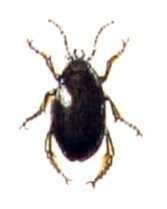
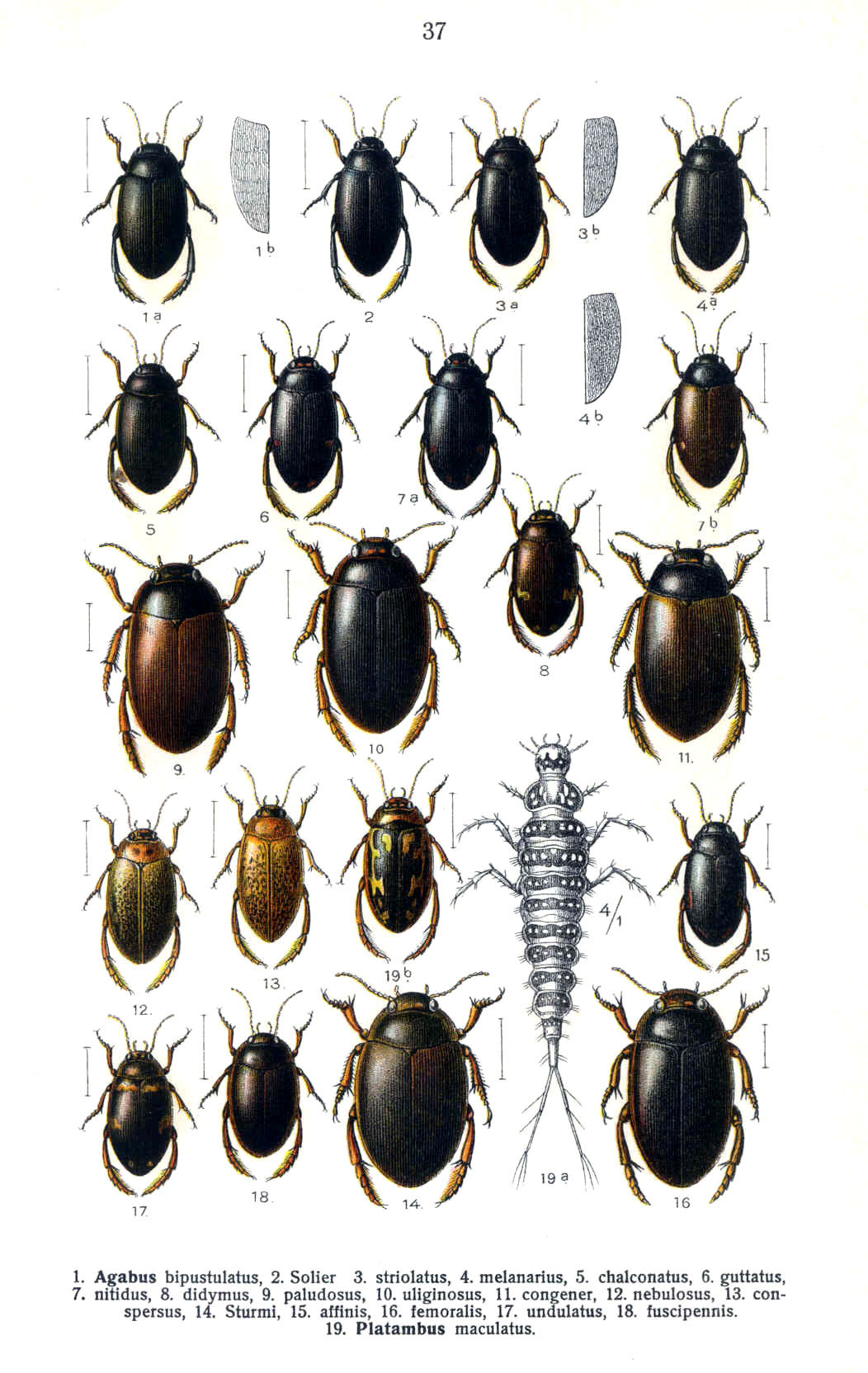
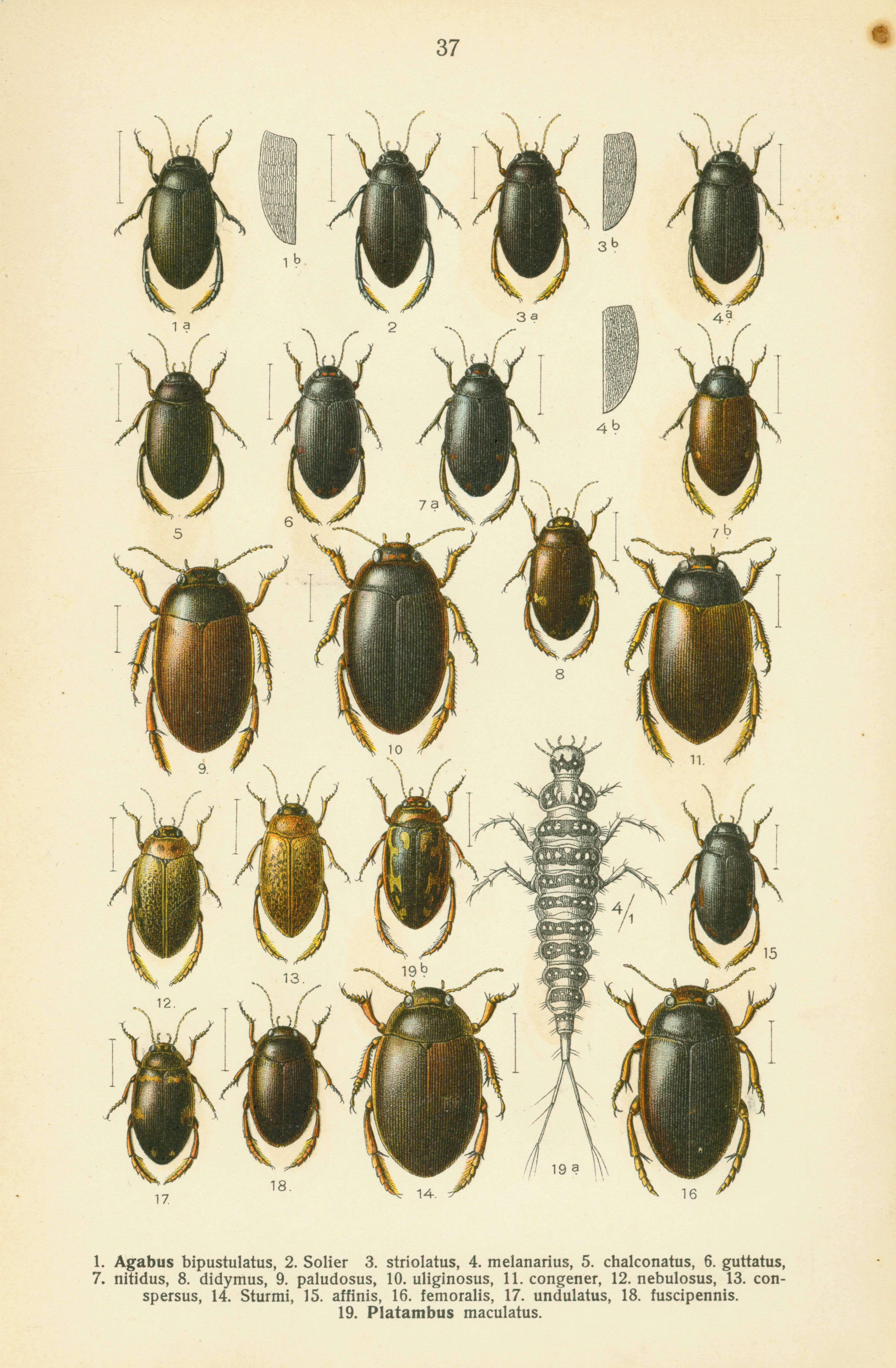